# 轮球虫
轮球虫（学名：[Sphaerozoum verticillum] 错误：{{Lang}}：文本有斜体标记（帮助））为球虫科球虫属的动物。分布于太平洋、印度洋以及海南岛等，常生活于表层。